# Dampfstraßenbahn von Yerba Buena
| „Trencito“ (Bähnlein) oder „La Chorbita“ (die Puffende) Endstation Horco Molle |                     |                                                   |                                                   |
| Streckenverlauf |                     |                                                   |                                                   |
| Streckenlänge: | 12 km               |                                                   |                                                   |
| Spurweite: | 750 mm (Schmalspur) |                                                   |                                                   |
| |                     |                                                   |                                                   |
| \| \| 0 \| Bahnhofsplatz Plaza Alberdi \| Bahnhofsplatz Plaza Alberdi \| \| \| \| Calle Santiago del Estero \| \| \| \| \| Avenida Mitre \| \| \| \| \| Avenida Manuel Belgrano \| \| \| \| \| Depot Avenida Manuel Belgrano / Asunción \| \| \| \| \| Avenida Ejército del Norte \| \| \| \| \| Calle Córdoba heute Calle Don Bosco \| \| \| \| \| Calle Aconquija heute Calle Luis Federico Nougués \| \| \| \| 12 \| Horco Molle heute El-Korte-Kreisverkehr \| Horco Molle heute El-Korte-Kreisverkehr \| |                     |                                                   |                                                   |
| Kopfbahnhof Streckenanfang (Strecke außer Betrieb) | 0                   | Bahnhofsplatz Plaza Alberdi                       | Bahnhofsplatz Plaza Alberdi                       |
| Strecke (außer Betrieb) |                     | Calle Santiago del Estero                         | Calle Santiago del Estero                         |
| Strecke (außer Betrieb) |                     | Avenida Mitre                                     | Avenida Mitre                                     |
| Haltepunkt / Haltestelle (Strecke außer Betrieb) |                     | Avenida Manuel Belgrano                           | Avenida Manuel Belgrano                           |
| Abzweig geradeaus, nach links und von links (Strecke außer Betrieb) · Betriebs-/Güterbahnhof Streckenende und quer (Strecke außer Betrieb) |                     | Depot Avenida Manuel Belgrano / Asunción          | Depot Avenida Manuel Belgrano / Asunción          |
| Strecke (außer Betrieb) |                     | Avenida Ejército del Norte                        | Avenida Ejército del Norte                        |
| Haltepunkt / Haltestelle (Strecke außer Betrieb) |                     | Calle Córdoba heute Calle Don Bosco               | Calle Córdoba heute Calle Don Bosco               |
| Strecke (außer Betrieb) |                     | Calle Aconquija heute Calle Luis Federico Nougués | Calle Aconquija heute Calle Luis Federico Nougués |
| Kopfbahnhof Streckenende (Strecke außer Betrieb) | 12                  | Horco Molle heute El-Korte-Kreisverkehr           | Horco Molle heute El-Korte-Kreisverkehr           |

Die Dampfstraßenbahn von Yerba Buena (spanisch Tranvia rural a vapor de Yerba Buena) war eine 12 km lange Dampfstraßenbahn in der argentinischen Stadt Yerba Buena, die am 29. Juni 1916 zum hundertjährigen Bestehen der argentinischen Unabhängigkeit eingeweiht wurde und ein Jahrzehnt später im Jahr 1926 stillgelegt wurde.

## Streckenführung

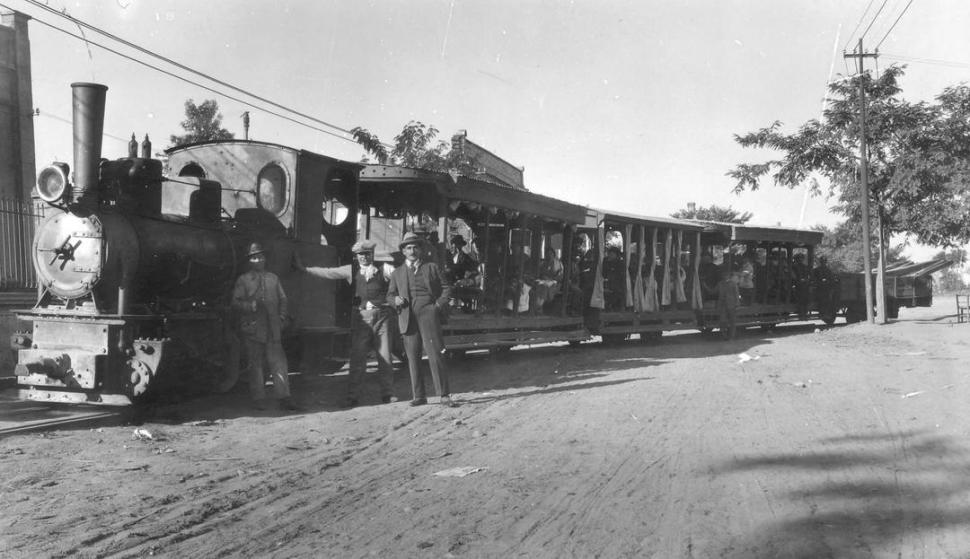
Abfahrbereit an der Plaza Alberdi

Die Bahn fuhr vom Bahnhofsplatz, der Plaza Alberdi, dann auf der Calle Santiago del Estero in Richtung Westen, bog nach rechts in die Avenida Mitre ab und folgte dieser, bis sie nach links in die Avenida Manuel Belgrano abbog. Hier waren auch das Depot und die Werkstätten. Von hier fuhr sie wieder nach Westen bis zur Avenida Ejército del Norte. Sie bog darauf nach Süden ab, bis sie auf der Calle Córdoba (heute Calle Don Bosco) weiter nach Westen fuhr. Auf der Calle Aconquija (heute Calle Luis Federico Nougués) fuhr sie bis zur Avenida Mate de Luna, der sie bis zur Endstation Horco Molle am heutigen El-Korte-Kreisverkehr am Fuße des San-Javier-Hügels folgte.

## Betrieb

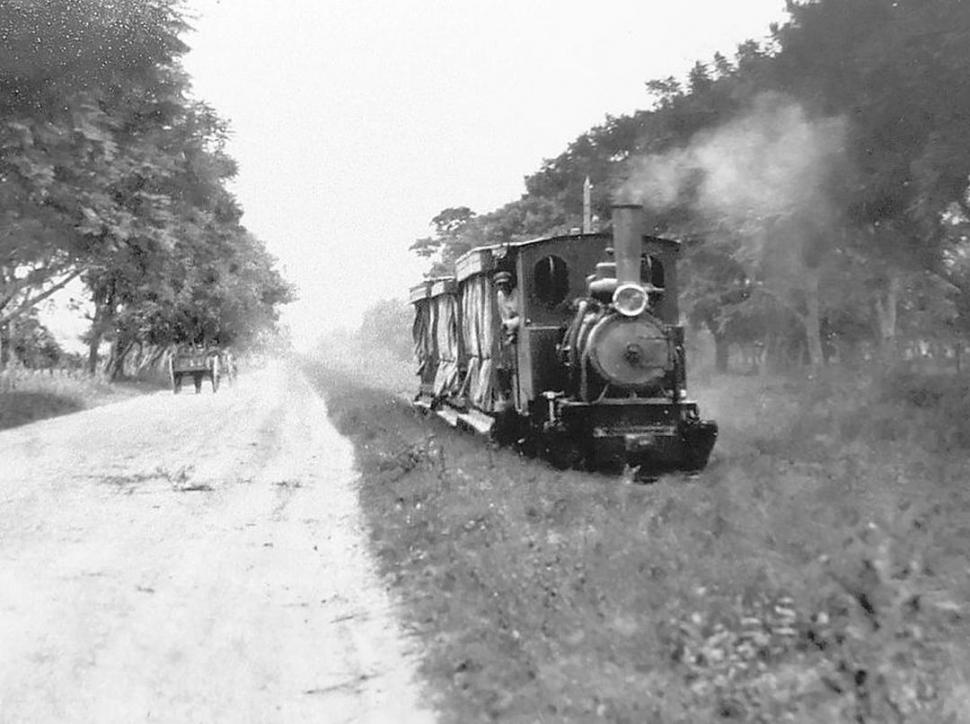
Schlechtwetterfahrt

Die Bahn verkehrte sechs bis achtmal am Tag. Sie wurde umgangssprachlich „Trencito“ (Bähnlein) oder „La Chorbita“ (die Puffende) genannt. Eine einfache Fahrt durch die damals noch ländlichen Vororte dauerte zwischen 45 Minuten und einer Stunde. Die Haltestellen waren mit Nummern benannt, die teils auch heute noch umgangssprachlich verwendet werden.

## Stilllegung
Obwohl bis 1925 insgesamt 135.505 Fahrgäste befördert worden waren, wurde der Bahnbetrieb 1926 aufgrund mangelnder Rentabilität eingestellt.